# Friuli Grave Rosato
Il Friuli Grave Rosato è un vino DOC la cui produzione è consentita nelle province di Pordenone e Udine.

## Caratteristiche organolettiche
- colore: rosato.
- odore: fine.
- sapore: asciutto, armonico, vivace nel tipo specifico.

## Produzione
Provincia, stagione, volume in ettolitri
- Udine  (1990/91)  175,95
- Udine  (1991/92)  297,43
- Udine  (1992/93)  349,82
- Udine  (1993/94)  348,18
- Udine  (1994/95)  313,88
- Udine  (1995/96)  221,13
- Udine  (1996/97)  238,0